# Besitzergreifung
Besitzergreifung oder Ersitzung bedeutet im Völkerrecht eine Form der Erlangung von Gebietshoheit.

## Formen im Völkerrecht
Systematisch wird unterschieden zwischen dem Erwerb der Gebietshoheit durch Besitzergreifung unbeherrschten Gebiets (occupatio imperii), beispielsweise in der Kolonialgeschichte von Britisch-Neuguinea, der Eroberung (Annexion), durch die fremdes Staatsgebiet von dem Eroberer seiner Staatsgewalt endgültig unterworfen wird (debellatio), der Invasion, die als reine Kriegshandlung nur vorübergehende Rechtswirkungen auslöst, und der militärischen Besetzung (Okkupation) von feindlichem Staatsgebiet (occupatio bellica), die ein von Waffengewalt getragenes, aber vom Völkerrecht anerkanntes und geregeltes – vorläufiges – Rechtsverhältnis zwischen der besetzenden Macht einerseits, den Landesbewohnern und den übrigen Staaten anderseits begründet.
Der occupatio bellica verwandt ist die occupatio petita, eine Besetzung, die mit dem besetzten Land vertraglich vereinbart worden ist, etwa im Fall der 1918 von Deutschland besetzten Ukrainischen Volksrepublik, zurückgenommen in Art. 433 des Versailler Vertrags. Verwendet wird ein der occupatio bellica angenähertes Recht auch für die alliierte Rheinlandbesetzung nach dem Ersten Weltkrieg.

## Besitzergreifung im Kirchenrecht
Im kanonischen Recht der römisch-katholischen Kirche wird die Übernahme eines kanonisch verliehenen Amtes als Besitzergreifung bezeichnet, etwa die Inbesitznahme einer Pfarrei durch den ordentlich investierten Pfarrer laut 527  CIC. Ähnlich wird die Amtsübernahme durch einen Diözesanbischof und die Einführung eines neuernannten Kardinals in seiner römischen Titelkirche als Besitzergreifung bezeichnet.